# Základní škola a gymnázium Vítkov
Základní škola a gymnázium Vítkov je škola ve Vítkově v okrese Opava v Moravskoslezském kraji.

## Historie školy
Škola zahájila svou činnost ve školním roce 1953/1954 jako jedenáctiletá střední škola. Do IX. ročníku se tehdy přihlásilo 35 žáků. Ředitelem školy byl ustanoven Josef Staněk.
Od roku 1960 navazovaly na základní vzdělání, prodloužené na devět let, tři výběrové ročníky s předměty povinnými, volitelnými i nepovinnými. Žáci zde měli možnost studovat ve třídách se zaměřením přírodovědným či humanitním.
V období 1966–1967 byla škola přeměněna na 4leté všeobecné veřejné gymnázium. Zoufalý čin Jana Zajíce, vítkovského rodáka, měl tragický dozvuk i na této škole.[ujasnit]
V průběhu 70. let byly vybaveny nově učebny a doplněny kabinety a gymnázium zaznamenalo příliv studentů z Opavy, Oder a širokého okolí. Od 1. březnu 2007 škola dostala titul Komunitní škola. V roce 2013 bylo gymnázium sloučeno se základními školami ve Vítkově a vznikla Základní škola a gymnázium Vítkov.

### Názvy
- 1953: Jedenáctiletá střední škola (JSŠ)
- 1960: Střední všeobecně vzdělávací škola (SVVŠ)
- 1966: Gymnázium Vítkov (GV)
- 2013: Základní škola a gymnázium Vítkov

## Aktivity a úspěchy školy
- práce na projektu YOUNG DEVELOPERS zaměřeného na vývoj výukového softwaru, sponzorováno společnostmi Microsoft a SGP Systems[kdy?][zdroj?]
- škola provozuje galerii GAUDEAMUS
- výstava v galerii gymnázia nazvaná Zmizelé Sudety[kdy?]
- každoročně se pořádá sportovní kurz v Chorvatsku
- naučné a jazykové zájezdy do těchto zemí: Velká Británie, Francie a země Beneluxu

## Přehled vyznamenaných Cenou Jana Zajíce
- 1992 Karin Svačinková
- 1994 Vítězslav Bryja
- 1995 Jiří Malaník
- 1996 Natálie Němcová
- 1997 Václav Lederer
- 2000 Petr Herman
- 2001 Martina Prusíková
- 2002 Alžběta Běhálková
- 2003 Petr Kajzar
- 2004 Markéta Tomášová
- 2006 Nikol Ambrožová
- 2007 Lucie Konečná
- 2008 Simona Škurková
- 2009 Zuzana Potočárová
- 2012 Matěj Rucký
- 2013 Vít Mužík
- 2014 David Machač

Tato cena je udělována studentům za hrdinský čin, záchranu lidského života, mimořádné výsledky a úspěchy v olympiádách a soutěžích, publikační, uměleckou, charitativní činnost. Uděluje se 1× ročně, v den výročí úmrtí Jana Zajíce, nejlepším žákům opavského regionu.